# Ricardo Chibanga

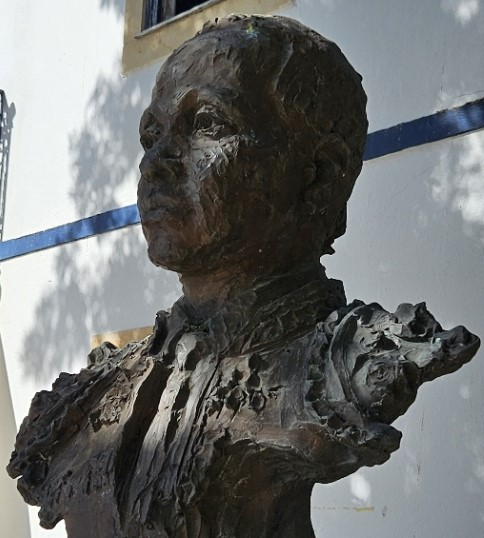
Hommage an Ricardo Chibanga, eine Büste des Stierkämpfers in Golegã, ein Werk des spanischen Bildhauers Martín Lagares, ein Geschenk des spanischen Stierkämpfers Morante de la Puebla an die Gemeinde Golegã im Jahr 2020.

Ricardo Chibanga, genannt El Africano, (* 8. November 1942 (nach anderen Angaben 1946) in Lourenço Marques; † 16. April 2019 in Golegã) war ein mosambikanischer Stierkämpfer. Er war der erste afrikanische und der erste schwarze Stierkämpfer und in den 1960er Jahren einer der bekanntesten weltweit. Er war hauptsächlich in Portugal und Spanien tätig.

## Leben
Ricardo Chibanga wurde in einem Armenviertel der Stadt Lourenço Marques, heute Maputo, der Hauptstadt der damaligen portugiesischen Provinz Mosambik, geboren. Er war ein Jugendfreund von Eusebio. Schon als Kind zeigte sich eine Begeisterung für den Stierkampf und er besuchte regelmäßig die Stierkampfarena in Lourenço Marques. 1962 kam er als Hilfskraft für einen bekannten Torero nach Portugal. Zunächst absolvierte er seinen Wehrdienst, als man sein Talent als Stierkämpfer erkannte und ihn in Golegã und Badajoz ausbildete.
Seine Karriere als Torero begann er in Portugal, wo er in Lissabon im legendären Campo Pequeno oder zum Beispiel in Viana do Castelo kämpfte. Später folgte sein Weggang nach Spanien, wo er jahrelang als Torero tätig war und in Sevilla und Madrid große Erfolge feierte. Auch in anderen Ländern hatte er gefeierte Gastauftritte, so in Mexiko, Großbritannien, Venezuela, Kanada, den USA, Indonesien, China, Angola und in seiner Heimat Mosambik. Zahlreiche Prominente sahen ihn, darunter Pablo Picasso, Salvador Dalí, Orson Welles und Christiaan Barnard, der weltberühmte Herzchirurg.
Insgesamt war er gut 20 Jahre als Torero in Portugal und Spanien tätig. Nach Ende seiner Karriere zog er sich nach Golegã zurück, wo er bis zuletzt lebte und eine Straße nach ihm benannt ist. Nach seiner aktiven Zeit tingelte er mit einer mobilen Stierkampfarena durch Portugal.
Am 16. April 2019 starb Ricardo Chibanga in Golega an den Folgen eines Schlaganfalles.